# 河太沅
河太沅(ハ・テウォン、Ha Taewon、生没年不詳）は、朝鮮中期の儒学者であり、文人で本貫は晉陽、父は左贊成 河慶淡である。

## 略歴
祖父は正二品資憲大夫を務めた河說であり、曾祖父は武官に正三品の禦侮將軍に達した河淑. 高祖父は內禁衛禦侮將軍を務めた河漢功將軍である。また、彼は世宗朝名宰相に領議政を務めた河演先生の文孝公派直系後孫で、晉陽河氏司直公派泗川槽洞門中を創門した第一世となった人物である。

## 生涯

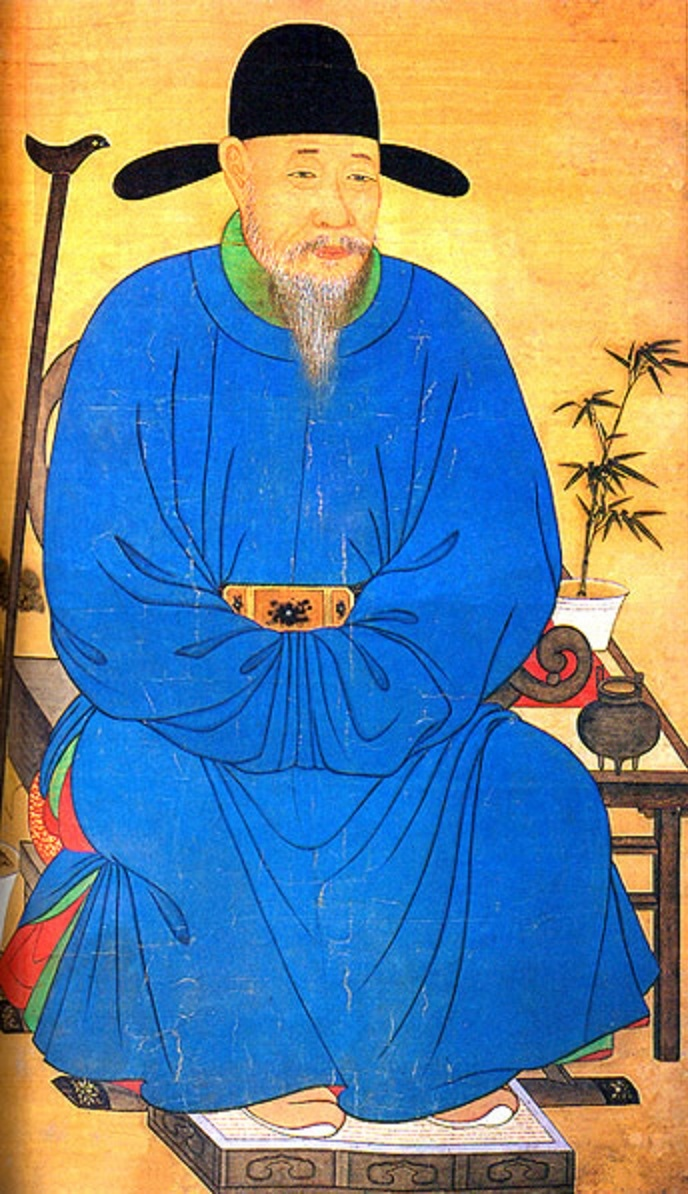
直系先祖河演先生

河太沅は生まれつき性品が穩和して寛大な人で親姻戚はもちろん、周りの人との戦いが全くありませんでしたし、論爭が出れば、まず讓步し後退など周囲の人々は彼を泗川槽洞の「道學君子」と稱頌た。このような背景には、河門の本據からの問題で論難が起きたとき、その時点で河太沅は家の論難に關與する嫌家率全體を率い泗川槽洞に移徙ながら泗川槽洞門中が創門れるに至った。彼の後孫たち泗川槽洞で繁栄して新しい世居地を形成した。また、彼の子孫の中には継続して朝廷に出仕するなど文武臣と儒学者が輩出された。一方、彼は先祖の行蹟と遺産を詳考して整理した「晉陽人物考」と自身の主要詩書と修行文を整理した「箴書錄」を執筆して残したが、激動期の大韓帝国期に至って後孫が不敏し、これを保存値ず亡失したせいで河門が高麗朝に続いて朝鮮朝に至るまでの貴重な歷史的價値をより詳考する機會を逃してしまった。

## 家系
- 曾祖父 : 河淑(正三品 堂上官 禦侮將軍) 
  - 祖父 : 河說(資憲大夫)
    - 父 : 河慶淡(贈 從一品 左贊成)
      - 子 : 河圖(儒学者)
        - 孫子 : 河應澈(從二品 嘉善大夫)
          - 曾孫 : 河萬錫(正二品 知中樞府事)
            - 高孫 : 河有瑞(儒学者)

### 直系 後孫
- 河在世(儒学者)
- 河承武(歴史神学者, 詩人)[2][3][4][5]

## 參考 資料
- 晉陽河氏大同譜(乾隆丙子譜,1756年)
- 晉陽河氏大同譜(乾隆壬辰譜,1772年)
- 晉陽河氏大同譜(乾隆乙酉譜,1789年)
- 晉陽河氏大同譜(道光戊子譜,1828年)
- 晉陽河氏大同譜(咸豐丁巳譜,1857年)
- 晉陽河氏大同譜(戊午譜,1858年)
- 晉陽河氏大同譜(庚辰譜,1880年)
- 晉陽河氏大同譜(庚子譜,1900年)
- 晉陽河氏大同譜(甲寅譜,1914年)
- 晉陽河氏大同譜(丁巳譜,1917年)
- 晉陽河氏大同譜(甲子譜,1924年)
- 晉陽河氏大同譜(戊辰譜,1928年)
- 晉陽河氏大同譜(壬辰譜,1952年)
- 晉陽河氏大同譜(乙未譜,1955年)
- 晉陽河氏大同譜(丁酉譜,1957年)
- 晉陽河氏大同譜(庚子譜,1960年)
- 晉陽河氏大同譜(乙酉譜,1969年)
- 晉陽河氏大同譜(甲子譜,1984年)
- 晉陽河氏大同譜(庚辰譜,2000年,仁済大学校 族譜圖書館)[6]
- 河承武の晉陽河氏家門人物硏究(2015年)